# Le quattro facce del West
Le quattro facce del West (Four Faces West) è un film del 1948 diretto da Alfred E. Green.
È un western statunitense con Joel McCrea, Frances Dee, Charles Bickford, Joseph Calleia e William Conrad. È basato sul romanzo del 1926 Pasó Por Aquí di Eugene Manlove Rhodes pubblicato sul The Saturday Evening Post.

## Produzione
Il film, diretto da Alfred E. Green su una sceneggiatura di C. Graham Baker e Teddi Sherman e un adattamento di William e Milarde Brent del soggetto di Eugene Manlove Rhodes (autore del romanzo), fu prodotto da Harry Sherman tramite la Harry Sherman Productions. Fu girato a Ramah, San Rafael e Gallup, nel Nuovo Messico, e nel Red Rock Canyon State Park a Cantil, in California, da inizio maggio a metà giugno 1947. Il titolo di lavorazione fu They Passed This Way.

## Distribuzione
Il film fu distribuito con il titolo Four Faces West negli Stati Uniti dal 3 agosto 1948 (première a Santa Fe il 15 maggio) al cinema dalla United Artists.
Altre distribuzioni:
- in Svezia il 10 gennaio 1949
- in Finlandia il 13 maggio 1949
- in Austria nel novembre del 1952
- in Germania Ovest il 18 novembre 1952
- in Danimarca il 6 febbraio 1956
- in Austria (Flucht nach Mexiko)
- in Brasile (Eles Passaram por Aqui)
- in Brasile (Procurado Vivo ou Morto)
- in Danimarca (De red denne vej)
- in Spagna (Cuatro caras del Oeste)
- in Finlandia (He ratsastivat ohi)
- nel Regno Unito (They Passed This Way)
- in Grecia (O ekdikitis tou Neou Mexikou)
- in Italia (Le quattro facce del West)
- in Portogallo (A Face da Dívida)
- in Svezia (Död eller levande)
- in Germania Ovest (Flucht nach Nevada)

## Critica
Secondo il Morandini il film è un "western di normale amministrazione apprezzabile" per il tentativo di scavare nella psicologia dei personaggi.